# Islamizare
Islamizarea (arabă أسلمة — aslamah) este procesul prin care o societate trece la islam, lucru ce s-a întâmplat în Sudan, Pakistan, Iran, Malaezia sau Algeria. În uzul contemporan, termenul se poate referi la o impunere percepută a unui sistem social și politic islamist asupra unei societăți cu un trecut social-politic diferit, precum și procesul de creștere demografică a numărului de persoane care practică islamul într-o anumită regiune sau țară.
Conform datelor din 2010, în lume existau 1,62–1,65 de miliarde de oameni care mărturiseau islamul. Dacă în 1900, ponderea musulmanilor reprezenta 12% din totalul populației mondiale (ori 200 de milioane de adepți), atunci în 1980 numărul acestora era deja de 780 de milioane, ajungând actualmente (2010) la cifra sus-menționată sau 23% – 24% din populația lumii. Per total populația musulmană a lumii a crescut de peste 2 ori (2,07–2,10) în doar 30 de ani (intervalul 1980–2010).
Potrivit prognozelor demografice, numărul musulmanilor din lume până în 2030 va crește la 2,2–2,3 miliarde de oameni, constituind astfel 26,4–27% din populația globului, la acel moment, și 2,8 miliarde de musulmani până în 2050, ori 30% din populația mondială mondială din acel an; ceea ce face din Islam, religia cu cea mai rapidă creștere a numărului de adepți.
În Europa procentul musulmanilor va crește la 8–10% din totalul populației către 2030, față de 6% câte erau în 2010, și 4% în 2000, lăsându-se de înțeles că „vârful” creșterii va fi resimțit de vestul continentului.

## Istorie

### Arabizarea
Arabizarea constă în creșterea influenței culturale asupra unui teritoriu non-arab, ce se schimbă treptat în unul a cărui populație vorbește araba și/sau încorporează cultura arabă. A fost mai vizibil realizată în timpul expansiunii musulmane arabe care au răspândit limba și cultura arabă și a fost executată de arabii musulmani, — spre deosebire de arabii creștini sau triburile iudaice din Arabia — aceștia răspândind islamul pe pământurile pe care le-au cucerit. Rezultatul: unele elemente de origine arabă s-au combinat în variate forme și grade cu elemente preluate de la civilizațiile cucerite.

## Combaterea efectelor islamizării
- La 29 noiembrie 2009 în Elveția a avut loc un referendum⁠(en)[traduceți] în urma căruia a fost interzisă construcția de noi minarete.[11]
- Pe 11 martie 2011 în Franța a fost interzisă purtarea hijabului în locurile publice.[12]